# Château de la Rochandry
Le château de la Rochandry est situé sur la commune de Mouthiers-sur-Boëme, en Charente, à une dizaine de kilomètres au sud d'Angoulême. 
Situé sur un éperon rocheux sur la rive gauche de la Boëme qui passe à son pied, il fut une importante place forte au Moyen Âge disputée lors de la guerre de Cent Ans. Il a été entièrement reconstruit au XIXe siècle.

## Historique
Au IXe siècle, Guillaume Chandéric, seigneur de Saintes en guerre contre le comte d'Angoulême, aurait construit le château primitif sur ce rocher, sous forme de motte féodale, et lui aurait donné son nom, la Roche de Chandéric. Toutefois le château n'est documenté qu'à partir du XIe siècle. Un certain Guillaume de La Roche est cité en 1075-1080,.
Par la suite, la Roche Chanderi était une des quatre "roches" de l'Angoumois.
La baronnie de La Rochechandry était importante; elle avait de nombreux fiefs sous sa dépendance, en particulier Forge et la Foy, et possédait le droit de haute, moyenne et basse justice sur son étendue. Elle dépendait de l'évêché d'Angoulême. Entre autres obligations, le seigneur de La Rochechandry devait, le jour de l'intronisation de chaque nouvel évêque, porter le pied avant droit de son trône depuis le monastère de Saint-Ausone jusqu'à la cathédrale,.
Pendant la guerre de Cent Ans le château fut l'objet de grandes convoitises entre les Anglais et les Français. Il fut pris et repris et en 1387 par Louis de Sancerre, maréchal de France en chasse les Anglais et ordonne sa démolition, mais les Anglais le reprennent, puis en sont à nouveau chassés en 1416 par le seigneur de Barbazan, capitaine de Charles VII qui le fait effectivement démolir.
Presque immédiatement après, Jean de La Rochandry le reconstruit au XVe siècle en style gothique puis il passe aux Saint-Gelais en 1445, aux Tison d'Argence et, vers 1580, aux Forgues de Lavedan qui le rénovent entre 1613 et 1616 en château Renaissance.
En 1710 (ou 1681), Henry de Forgues de Lavedan vend le château et la seigneurie de La Rochandry  à Étienne Chérade, comte de Montbron. Sa fille Marguerite épousa en 1721 Jacques Louis Le Musnier, seigneur de Lartige, Rouffignac et Raix, lui apportant en dot les baronnies de Blanzac et de La Rochandry. Leur fils, plus connu sous le nom de Monsieur de Raix, fut lieutenant-général en 1746 et conserva le château jusqu'à la Révolution,.
En 1766, Marguerite Chérade, dame de Rouffiac, fait découvrir les bâtiments qui menacent ruine et fait abattre une partie des murs.
En 1814, le château de la Rochandry est racheté par Henry de La Courade qui utilise ses pierres pour la construction de la papeterie de la Rochandry en 1845. Plus précisément, selon JP.Gaillard, les héritiers de Louis Le Musnier de Raix vendent la Rochandry le 20 décembre 1821 à Jean Théodore Henry de La Courade, papetier, Jean Gaudin, régisseur des anciens biens de l'abbaye de La Couronne, Jean-Baptiste Maudhy et Catherine Tardat pour 60 000 francs. Le château est racheté en 1834 par François Fougeret, avoué à Angoulême, qui construit la papeterie en 1842,,.
En 1850 le banquier Servant, d'Angoulême, achète le restant des ruines et fait construire le château actuel. Il se ruine dans cette opération.
Les bâtiments, l’éolienne ainsi que les vestiges archéologiques sont inscrits au titre des Monuments historiques par arrêté du 11 décembre 2023.

## Architecture
L'architecture de l'ancien château consistait en un corps de logis central du XVe siècle, et deux ailes Renaissance. Les vestiges des deux tours rondes romanes de la forteresse encadraient le château à son pied.
Le château actuel construit en pierre de taille fait trois étages et est couvert en ardoise par un toit pentu, encadré de cinq fines tourelles.
La façade orientale se veut être la façade principale. En effet, le corps de logis est construit sur un plan arqué, ce qui permet de voir les côtés en même temps que la façade, et le faire ainsi paraître plus grand quand on arrive depuis Mouthiers.
Privé, le château ne se visite pas.

Vues du château
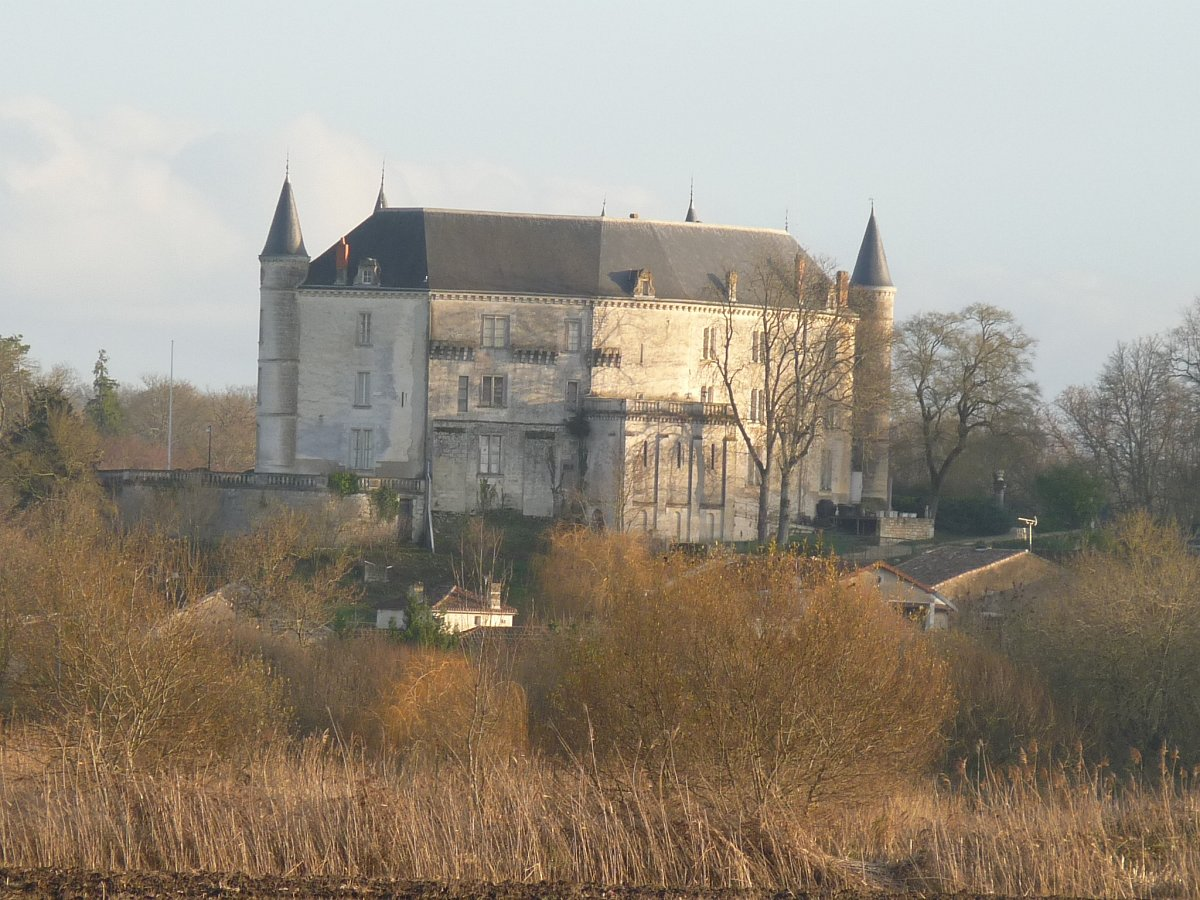
Le château vu de l'ouest
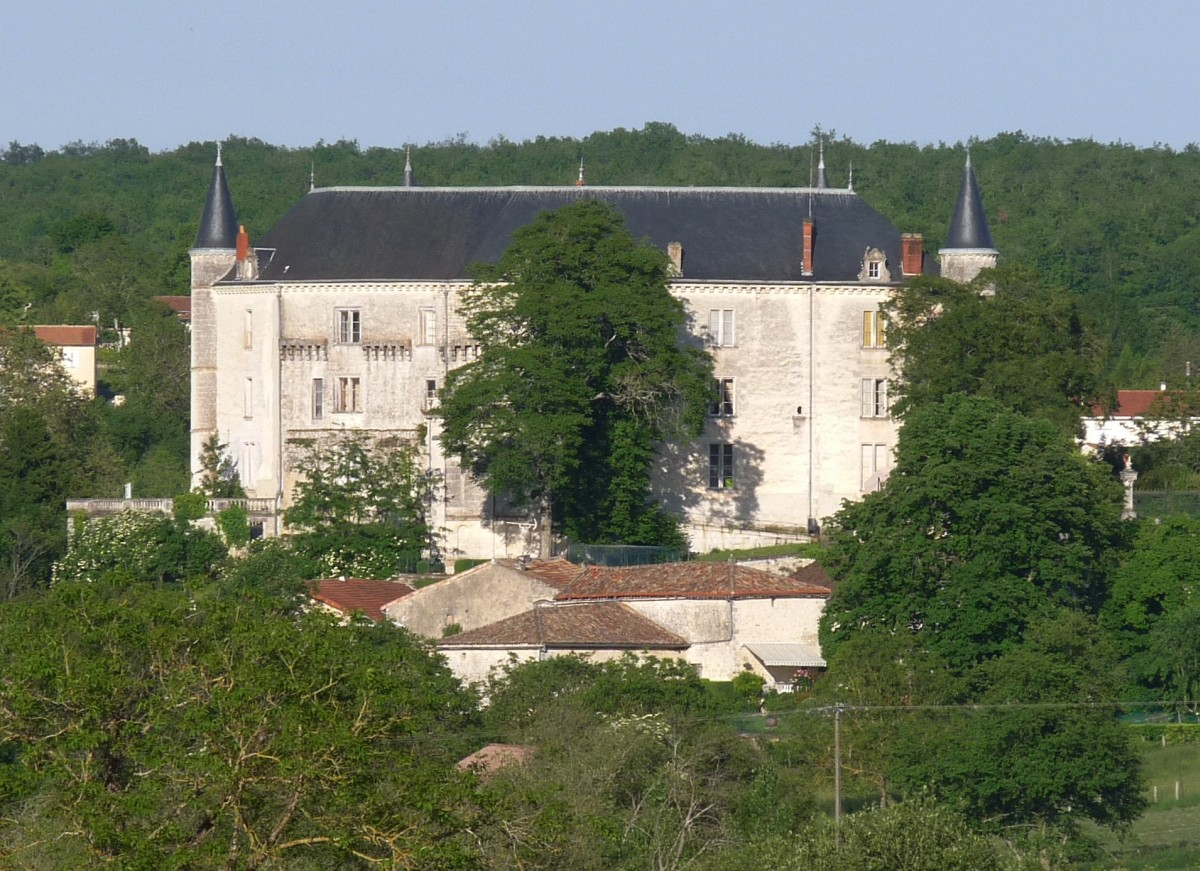
et des hauteurs de la Pradillerie

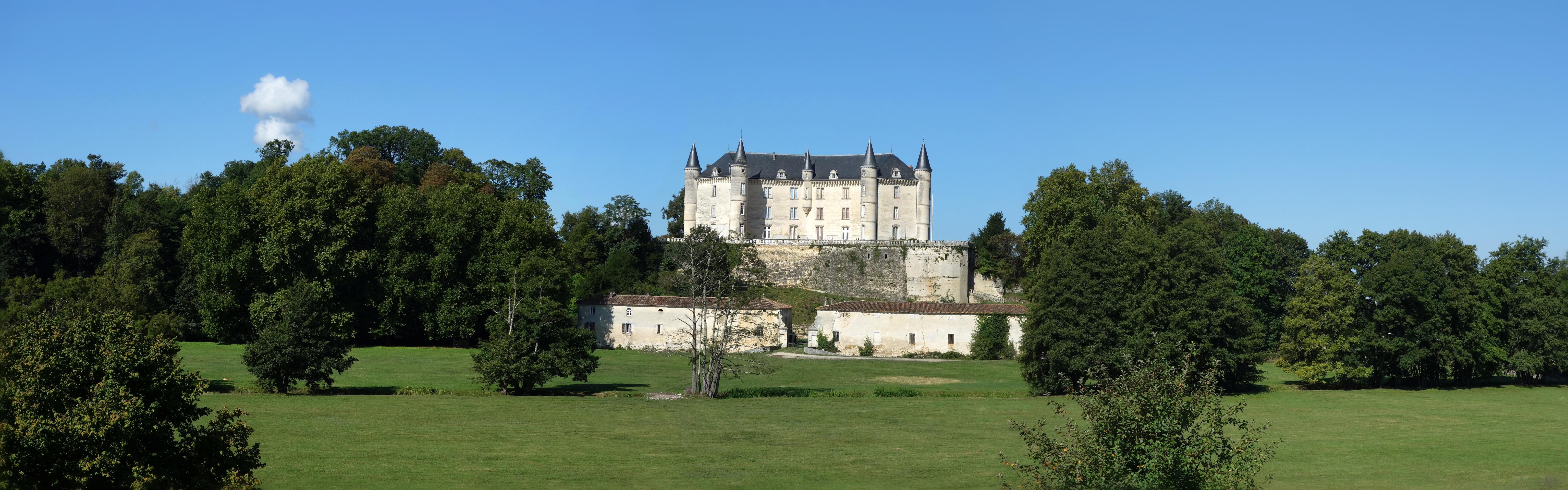
Le château et son parc en 2015, vue de l'est